# MIG-15 SDK
SDK Máy bay MiG-15 và MiG-17 không người lái.
SDK Tiếng Nga "Самолет-дублер Кометы СДК".
Máy bay nghiên cứu thử nghiệm trong quá trình thiết kế tên lửa Kometa.
(Kometa là phiên âm tiếng nga từ "Sao chổi").
Chương trình nghiên cứu tên lửa hành trình của Liên Xô cũ bắt đầu trong chiến tranh thế giới. Trong thời gian này, nước Đức đưa ra nhiều phương án bom lượn và tên lửa chống chiến hạm, điều khiển qua vô tuyến và hướng theo sóng radio. Người Anh phát hiện ra mã điều khiển radio, nên chương trình này của Đức đình lại, cho đến khi họ chế ra thiết bị có tên "củ cải", lái bom lượn và tên lửa hướng theo sóng radio phản xạ từ tàu biển (radio horming). Người Đức không kịp sử dụng các phương án này. Năm 1944, người Anh gửi cho đồng minh là Liên Xô những phần còn lại của tên lửa hành trình V-1 bị bắn rơi. Liên Xô chế tạo theo mẫu đó tên lửa KH-10, rồi sau đó là KH-16 (hai động cơ). V-1, KH-10 và KH-16 có hệ thống dẫn dường rất đơn giản, động cơ phản lực xung pulse ramjet. Những hạn chế này làm cho các bản tên lửa trên chỉ dừng ở mức thử nghiệm. Liên Xô theo đuổi phát triển những tên lửa hành trình tin cậy hơn, chương trình có tên Sao Chổi, sản phẩm sau này được sản xuất hàng loạt là tên lửa chống chiến hạm KS-1 Kometa (Tiếng Nga là "КС-1 КОМЕТА". Tên lửa hành trình trước đây còn được gọi là tên lửa có cánh). Tên lửa Kometa có thể lái theo ba cách, một là hệ thống dẫn đường quán tính, hai là hệ thống lái từ xa, ba là tự hướng đến mục tiêu bằng tín hiệu radar. Việc xây dựng kỹ thuật phi công tự động lúc đó rất khó khăn. Người ta sử dụng máy bay có người lái thường tìm liếm những kỹ thuật lái tự động. Các mẫu thử nghiệm như thế có ở các đời máy bay phản lực đầu tiên dòng MIG là MIG-9,15,17. Các máy bay thử nghiệm này do phòng thiết kế Raduga phát triển, đây là một bộ phận của viện thiết kế máy bay Mikoyan-Gurevich.
(Việc tranh giành quyền lực sau khi Stalin mất ảnh hưởng khá lớn đến các tên lửa hành trình. Nguyên do là Chelomey, người theo đuổi phát triển theo hướng tên lửa Đức V-1, tác giả của Kh-10, Kh-14 và Kh-16 mất dần công việc và vị trí cùng với kết quả tiến trình này trong thời Stalin. Việc phát triển tên lửa có cánh được chuyển giao sang nhóm Mikoyan-Gurevich, sản phẩm là Kometa. Tuy nhiên, Khruschev khi Stalin mất đã gây nhiều náo động, một trong những việc như thế là chuyển tiến trình phát triển tên lửa có cánh trở lại tay "nạn nhân của Stalin" là Chelomey. Một lý do là người thân của Beria ở trong nhóm phát triển KS-1, tuy nhiên, Chelomey sau đó tự chứng minh năng lực thấp nhiều hơn là số phận hẩm hiu. Sau này Raduga tiếp tục cho ra đời nhiều tên lửa hành trình, trở thành nhà thiết kế lớn nhất Liên Xô và Nga mặt này).
Ban đầu, các máy bay MiG-9 được sử dụng thử nghiệm. Đến năm 1949, máy bay MIG-9L-FK (tiếng Nga МиГ-9Л ФК) được đóng với mục đích làm phòng thí nghiệm bay, hoàn thiện các phương pháp lái tự động. Máy bay hoàn thành ngày 14 tháng 5 năm 1949, hai chỗ ngồi, phi công và người vận hành thiết bị. Các chuyến bay thử nghiệm bắt đầu trong năm 1949, kéo dài 4 năm.
Các máy bay thử nghiệm SDK-5 dựa trên thiết kế cơ sở MIG-15bis-P, các máy bay SDK-7 dựa trên MIG-17-P. Có 4 mẫu SDK-5 được thử nghiệm, sau đó, mẫu SDK-5C được chọn làm mẫu chế tạo tên lửa hành trình KS-1. Ngày 4 tháng giêng 1952 phi công thử nghiệm nổi tiếng Amet- khan Sultan cất cánh lần đầu. SDK-5C còn được gọi là Kometa-3. các máy bay thử nghiệm SDK có trọng lượng 2453 đến 2550 kg, mang tải 385 kg, nhiên liệu 284l. Tốc độ cao nhất ở độ cao 3 km là 1060 km/h, tốc độ hạ cánh 270–290 km/h. Động cơ RD-500 lực đẩy 1500 kg. Sau 150 chuyến bay thử có người lái, tháng 5 năm 1952 chuyến bay tự động hoàn toàn được thực hiện. Ban đầu, tên lửa có cánh lắp dưới bụng máy bay ném bom TU-4. Đầu năm 1953, một trung đoàn trang bị 50 quả đầu tiên, đã có ý kiến sử dụng tên lửa tiến công tàu sân bay Mỹ ở Triều Tiên, nhưng vì lý do hạn chế xung đột, nên không thực hiện. Lúc đó, người Mỹ không có điều kiện chống lại tên lửa này.
"Viên đạn mang hình máy bay", tên đầu tiên dùng cho tên lửa hành trình có chiều dài 8,3 mét rộng 1,2 mét, sải cánh 4,72 mét. Cánh xiên lùi 57,5 độ lúc đó rất lớn (MIG-15 35 độ, MIG-17 45 độ). Trọng lượng lúc phóng 2760 kg, trọng lượng rỗng 1651 kg. Máy bay TU-4 mang hai đạn dưới cánh, trang bị hệ thống điều khiển RLS K-1. Hệ thống này là tổ hợp radar, dẫn đường, chỉ thị mục tiêu và điều khiển từ xa, radar làm việc ở bước sóng 3 cm. Ban đầu, radar tìm kiếm RLS xác định vị trí mục tiêu là tàu biển. Tên lửa xuất phát từ máy bay mẹ ở độ cao 3–4 km, tốc độ trên 360 km/h. Hệ thống dẫn đường quán tính điều khiển tên lửa xuất phát, động cơ tên lửa khởi động trước khi rời máy bay mẹ. Quỹ đạo tên lửa võng xuống, chui vào chùm tín hiệu từ máy bay mẹ phát bởi thiết bị K-1. Tổ hợp antena và thiết bị thu ở hai đầu mút cánh và ngã ba đuôi tên lửa xác định hướng, chuyển sang thời kỳ hành trình bằng điều khiển từ xa đến mục tiêu. K-1 giữ tên lửa trong đường bay, tên lửa truyền về thông tin độ cao do được bằng áp kế. Tốc độ 1060 km/h đến 1200 km/h, độ cao trung bình 400 mét. Giai đoạn 3 bắt đầu khi cách mục tiêu 10–20 km, radar K-2 trên đầu đạn bắt chùm chỉ thị mục tiêu từ K-1, chuyển sang chế độ tự hướng mục tiêu.
Thời kỳ hành trình khó điều khiển hai tên lửa cùng lúc, nhưng giai đoạn 3 dễ dàng tiến công song song, việc điều khiển hai tên lửa cùng xuất phát chắc chắn hơn khi góc tiến công giữa hai tên lửa nhỏ hơn 90 độ. Năm 1953, việc sản xuất hàng loạt máy bay ném bom đường dài phản lực TU-16 bắt đầu, mang hai bộ K-1, máy bay này điều khiển hai tên lửa tiến công cùng lúc thuận lợi hơn. Tháng 7-1957, tên lửa trang bị cho lực lượng không quân thuộc hạm đội Biển Đen, tháng 12 năm đó, cuộc tập trận bắn đạn thật đầu tiên của hạm đội này thực hiện. Biên chế đơn vị gồm 12 máy bay mang tên lửa, 1 máy bay tác chiến điện tử, 6 máy bay tiếp dầu trên không. Ở TU-16, tên lửa rời máy bay mẹ ở độ cao 5 km, tốc độ 420 km/h. Tầm tác chiến 3000 km-5000 km. Tầm bắn của đạn 80–90 km, sau này động cơ mới tăng lên 130 km.
KS-1 là kết quả quá trình nghiên cứu lâu dài, là tên lửa hành trình tin cậy đầu tiên được sản xuất hàng loạt. Nó chứng tỏ phương án Đức của Chelomey đẳng cấp quá thấp. Sau thành công KS-1, Khruschev nhét kinh phí chế tạo tên lửa hành trình vào tay Chelomey, dẫn đến bước đi thụt lùi KS-2, động cơ dùng chất oxy hóa dạng lỏng bay trong tầng không khí đặc. Tuy nhiên, những người bạn của Beria vẫn cho ra đời những tên lửa chống chiến hạm lừng danh Nga đến ngày nay.
Tham khảo:
http://en.wikipedia.org/wiki/MKB_Raduga
http://en.wikipedia.org/wiki/V-1
Nguồn tin và hình ảnh lấy từ Russian Airwar. Đề nghị ghi thêm điều này nếu sử dụng lại. Sử dụng lại miễn phí.